# Списак основних школа у Пиротском округу
Списак државних основних школа у Пиротском управном округу односно Граду Пироту и општинама Бабушница, Бела Паланка и Димитровград.

## Град Пирот
| Основна школа                    | Адреса             | Година оснивања | Ранији назив      |
| -------------------------------- | ------------------ | --------------- | ----------------- |
| ОШ „8. септембар”                | Данила Киша 2      | 1961.           | /                 |
| ОШ „Вук Караџић”                 | Српских владара 11 | 1815.           | /                 |
| ОМШ Др „Драгутин Гостушки”       | Вука Караџића 1    | 2002.           | /                 |
| ОШ „Душан Радовић”               | Занатлијска бб     | 1964.           | ОШ „29. новембар” |
| Основна и средња школа „Младост” | Косте Абрашевића   | 1971.           | /                 |
| ОШ Свети Сава                    | Саве Немањића 2    | 1825.           | ОШ „Павле Крстић” |

## Општина Бабушница
| Основна школа                | Адреса         | Година оснивања | Ранији назив        |
| ---------------------------- | -------------- | --------------- | ------------------- |
| ОШ „Деспот Стефан Лазаревић” | 7. јули 26     | 1886.           | ОШ „Иво Лола Рибар” |
| ОШ „Младост”                 | Велико Боњинце | 1866.           |                     |
| ОШ „Братство ”               | Звонце         | 1860.           |                     |
| ОШ „Добринка Богдановић”     | Стрелац        | 1843.           |                     |
| ОШ „Светозар Марковић”       | Љуберађа       |                 |                     |

## Општина Бела Паланка
| Основна школа          | Адреса         | Година оснивања | Ранији назив     |
| ---------------------- | -------------- | --------------- | ---------------- |
| ОШ „Љупче Шпанац”      | Светосавска бб | 1852.           |                  |
| ОШ „Јован Аранђеловић” | Црвена Река    | 1926.           | ОШ „Моша Пијаде” |

## Општина Димитровград
| Основна школа     | Адреса          | Година оснивања | Ранији назив     |
| ----------------- | --------------- | --------------- | ---------------- |
| ОШ „Христо Ботев” | Христо Ботев бб | 1869.           | ОШ „Моша Пијаде” |